# Cerastium junceum
Cerastium junceum är en nejlikväxtart som beskrevs av Möschl. Cerastium junceum ingår i släktet arvar, och familjen nejlikväxter. Inga underarter finns listade i Catalogue of Life.